# ارنان کاروایو
ارنان کاروایو (اسپانیایی: Hernán Carvallo‎; ۱۹ اوت ۱۹۲۲ – ۲۴ مارس ۲۰۱۱) بازیکن فوتبال اهل شیلی بود.
از باشگاه‌هایی که در آن بازی کرده‌است می‌توان به باشگاه فوتبال یونیورسیداد کاتولیکا اشاره کرد.
وی همچنین در تیم ملی فوتبال شیلی بازی کرده‌است.